# 동부 콘퍼런스 (NBA)
동부 콘퍼런스(영어: Eastern Conference)는 NBA(영어: National Basketball Association)를 구성하는 두 개의 콘퍼런스 중 하나이고, 다른 하나는 서부 콘퍼런스(영어: Western Conference)다. 두 콘퍼런스 모두 3개 디비전으로 구성된 15개 팀으로 구성되어 있다. 동부 콘퍼런스는 애틀랜틱 디비전(영어: Atlantic Division), 센트럴 디비전(영어: Central Division), 사우스이스트 디비전(영어: Southeast Division)으로 구성된다.
지금의 디비전 정렬은 샬럿 밥캐츠가 NBA의 30번째 프랜차이즈로 뛰기 시작한 2004~2005 시즌 초에 채택되었다. 이를 위해서는 뉴올리언스 호니츠의 이동이 동부 콘퍼런스의 센트럴 디비전에서 새로 창설된 서부 콘퍼런스의 사우스웨스트 디비전으로 이동해야 했다. 최다 콘퍼런스 우승팀은 11번 우승을 차지한 보스턴 셀틱스이고, 2024~2025 시즌 콘퍼런스 챔피언은 인디애나 페이서스이다.

## 현재 콘퍼런스에 소속된 팀
| 구단명                  | 연고지                    | 경기장                   | 수용인원        | 창설            | 가맹            | 창설 당시 소속    |
| 애틀랜틱 디비전         | 애틀랜틱 디비전           | 애틀랜틱 디비전          | 애틀랜틱 디비전 | 애틀랜틱 디비전 | 애틀랜틱 디비전 | 애틀랜틱 디비전   |
| ----------------------- | ------------------------- | ------------------------ | --------------- | --------------- | --------------- | ----------------- |
| 보스턴 셀틱스           | 매사추세츠주 보스턴       | TD 가든                  | 19,156명        | 1946년          | 1946년          | 이스턴 디비전     |
| 브루클린 네츠           | 뉴욕주 브루클린           | 바클레이스 센터          | 17,732명        | 1967년          | 1976년          | ABA               |
| 뉴욕 닉스               | 뉴욕주 뉴욕               | 매디슨 스퀘어 가든       | 19,812명        | 1946년          | 1946년          | 이스턴 디비전     |
| 필라델피아 세븐티식서스 | 펜실베이니아주 필라델피아 | 엑스피니티 모바일 아레나 | 21,000명        | 1946년          | 1949년          | NBL               |
| 토론토 랩터스           | 온타리오주 토론토         | 스코샤 뱅크 아레나       | 19,800명        | 1995년          | 1995년          | 센트럴 디비전     |
| 센트럴 디비전           |                           |                          |                 |                 |                 |                   |
| 시카고 불스             | 일리노이주 시카고         | 유나이티드 센터          | 20,917명        | 1966년          | 1966년          | 미드웨스트 디비전 |
| 클리블랜드 캐벌리어스   | 오하이오주 클리블랜드     | 로키 아레나              | 19,432명        | 1970년          | 1970년          | 센트럴 디비전     |
| 디트로이트 피스턴스     | 미시간주 디트로이트       | 리틀시저스 아레나        | 20,332명        | 1937년          | 1948년          | 세미프로팀        |
| 인디애나 페이서스       | 인디애나주 인디애나폴리스 | 게인브리지 필드하우스    | 17,274명        | 1967년          | 1976년          | ABA               |
| 밀워키 벅스             | 위스콘신주 밀워키         | 파이서브 포럼            | 17,385명        | 1968년          | 1968년          | 미드웨스트 디비전 |
| 사우스이스트 디비전     |                           |                          |                 |                 |                 |                   |
| 애틀랜타 호크스         | 조지아주 애틀랜타         | 스테이트팜 아레나        | 18,238명        | 1946년          | 1949년          | 센트럴 디비전     |
| 샬럿 호니츠             | 노스캐롤라이나주 샬럿     | 스펙트럼 센터            | 19,077명        | 1988년          | 1988년          | 애틀랜틱 디비전   |
| 마이애미 히트           | 플로리다주 마이애미       | 카세야 센터              | 19,600명        | 1988년          | 1988년          | 애틀랜틱 디비전   |
| 올랜도 매직             | 플로리다주 올랜도         | KIA 센터                 | 18,846명        | 1989년          | 1989년          | 애틀랜틱 디비전   |
| 워싱턴 위저즈           | 워싱턴 D.C.               | 캐피털 원 아레나         | 20,356명        | 1961년          | 1961년          | 애틀랜틱 디비전   |

## 서부 콘퍼런스로 옮긴 팀
| 서부 콘퍼런스     | 서부 콘퍼런스           | 서부 콘퍼런스 | 서부 콘퍼런스              | 서부 콘퍼런스 | 서부 콘퍼런스                |
| 구단명            | 연고지                  | 참가년도      | 경기장                     | 수용인원      | 비고                         |
| ----------------- | ----------------------- | ------------- | -------------------------- | ------------- | ---------------------------- |
| 버펄로 브레이브스 | 뉴욕주 버펄로           | 1970년~1978년 | 버펄로 메모리얼 오디토리움 | 14,337명      | 로스앤젤레스 클리퍼스의 전신 |
| 신시내티 로열스   | 오하이오주 신시내티     | 1970년~1972년 | 신시내티 가든              | 8,016명       | 새크라멘토 킹스의 전신       |
| 휴스턴 로키츠     | 텍사스주 휴스턴         | 1972년~1980년 | 컴팩 센터                  | 16,285명      | 빈칸                         |
| 뉴올리언즈 호니츠 | 루이지애나주 뉴올리언스 | 2002년~2004년 | 뉴올리언스 아레나          | 16,867명      | 뉴올리언스 펠리컨스의 전신   |
| 뉴올리언즈 재즈   | 루이지애나주 뉴올리언스 | 1974년~1979년 | 루이지애나 슈퍼돔          | 55,675명      | 유타 재즈의 전신             |
| 올랜도 매직       | 플로리다주 올랜도       | 1989년~1990년 | 올랜도 아레나              | 17,461명      | 빈칸                         |
| 샌안토니오 스퍼스 | 텍사스주 샌안토니오     | 1976년~1980년 | 헤미스페어 아레나          | 16,057명      | 빈칸                         |

<참고사항>
- 신시내티 로열스는 1972년 연고지를 미주리주 캔자스시티로 이전했다.
- 버펄로 브레이브스는 1978년 연고지를 캘리포니아주 샌디에고로 이전했다.
- 뉴올리언스 재즈는 1979년 연고지를 유타주 솔트레이크시티로 이전했다.
- 휴스턴 로키츠와 샌안토니오 스퍼스는 1980년에 서부 콘퍼런스 미드웨스트 디비전으로 옮겼다.
- 올랜도 매직은 1990년 서부 콘퍼런스 미드웨스트 디비전으로 옮겼다가, 1991년 다시 동부 콘퍼런스 애틀랜틱 디비전으로 재합류했다.
- 뉴올리언스 호니츠는 2004년에 서부 콘퍼런스 사우스웨스트 디비전으로 옮겼다.

## 역대 콘퍼런스 챔피언
- 2000~2001 시즌에 동부 콘퍼런스 챔피언십 트로피를 처음 수여하기 시작했으며 2021~2022 시즌에 명예의 전당 밥 쿠지의 이름을 따서 이름을 변경했다.

| 시즌      | 우승팀                  | 시즌 성적      |
| --------- | ----------------------- | -------------- |
| 1970~1971 | 볼티모어 불리츠         | 42승 40패 .512 |
| 1971~1972 | 뉴욕 닉스               | 48승 34패 .585 |
| 1972~1973 | 뉴욕 닉스               | 57승 25패 .695 |
| 1973~1974 | 보스턴 셀틱스           | 56승 26패 .683 |
| 1974~1975 | 워싱턴 불리츠           | 60승 22패 .732 |
| 1975~1976 | 보스턴 셀틱스           | 54승 28패 .659 |
| 1976~1977 | 필라델피아 세븐티식서스 | 50승 32패 .610 |
| 1977~1978 | 워싱턴 불리츠           | 44승 38패 .537 |
| 1978~1979 | 워싱턴 불리츠           | 54승 28패 .659 |
| 1979~1980 | 필라델피아 세븐티식서스 | 59승 23패 .720 |
| 1980~1981 | 보스턴 셀틱스           | 62승 20패 .756 |
| 1981~1982 | 필라델피아 세븐티식서스 | 58승 24패 .707 |
| 1982~1983 | 필라델피아 세븐티식서스 | 65승 17패 .793 |
| 1983~1984 | 보스턴 셀틱스           | 62승 20패 .756 |
| 1984~1985 | 보스턴 셀틱스           | 63승 19패 .768 |
| 1985~1986 | 보스턴 셀틱스           | 67승 15패 .817 |
| 1986~1987 | 보스턴 셀틱스           | 59승 23패 .720 |
| 1987~1988 | 디트로이트 피스턴스     | 54승 28패 .659 |
| 1988~1989 | 디트로이트 피스턴스     | 63승 19패 .768 |
| 1989~1990 | 디트로이트 피스턴스     | 59승 23패 .720 |
| 1990~1991 | 시카고 불스             | 61승 21패 .744 |
| 1991~1992 | 시카고 불스             | 67승 15패 .817 |
| 1992~1993 | 시카고 불스             | 57승 25패 .695 |
| 1993~1994 | 뉴욕 닉스               | 57승 25패 .695 |
| 1994~1995 | 올랜도 매직             | 57승 25패 .695 |
| 1995~1996 | 시카고 불스             | 72승 10패 .878 |
| 1996~1997 | 시카고 불스             | 69승 13패 .841 |
| 1997~1998 | 시카고 불스             | 62승 20패 .756 |
| 1998~1999 | 뉴욕 닉스               | 27승 23패 .540 |
| 1999~2000 | 인디애나 페이서스       | 56승 26패 .683 |
| 2000~2001 | 필라델피아 세븐티식서스 | 56승 26패 .683 |
| 2001~2002 | 뉴저지 네츠             | 52승 30패 .634 |
| 2002~2003 | 뉴저지 네츠             | 49승 33패 .598 |
| 2003~2004 | 디트로이트 피스턴스     | 54승 28패 .659 |
| 2004~2005 | 디트로이트 피스턴스     | 54승 28패 .659 |
| 2005~2006 | 마이애미 히트           | 52승 30패 .634 |
| 2006~2007 | 클리블랜드 캐벌리어스   | 50승 32패 .610 |
| 2007~2008 | 보스턴 셀틱스           | 66승 16패 .805 |
| 2008~2009 | 올랜도 매직             | 59승 23패 .720 |
| 2009~2010 | 보스턴 셀틱스           | 50승 32패 .610 |
| 2010~2011 | 마이애미 히트           | 58승 24패 .707 |
| 2011~2012 | 마이애미 히트           | 46승 20패 .697 |
| 2012~2013 | 마이애미 히트           | 66승 16패 .805 |
| 2013~2014 | 마이애미 히트           | 54승 28패 .659 |
| 2014~2015 | 클리블랜드 캐벌리어스   | 53승 29패 .646 |
| 2015~2016 | 클리블랜드 캐벌리어스   | 57승 25패 .695 |
| 2016~2017 | 클리블랜드 캐벌리어스   | 51승 31패 .622 |
| 2017~2018 | 클리블랜드 캐벌리어스   | 50승 32패 .610 |
| 2018~2019 | 토론토 랩터스           | 58승 24패 .707 |
| 2019~2020 | 마이애미 히트           | 44승 29패 .603 |
| 2020~2021 | 밀워키 벅스             | 46승 26패 .639 |
| 2021~2022 | 보스턴 셀틱스           | 51승 31패 .622 |
| 2022~2023 | 마이애미 히트           | 44승 38패 .537 |
| 2023~2024 | 보스턴 셀틱스           | 64승 18패 .780 |
| 2024~2025 | 인디애나 페이서스       | 50승 32패 .610 |

### NBA 파이널 우승
| 시즌      | 팀                      | 시즌 성적      |
| --------- | ----------------------- | -------------- |
| 1972~1973 | 뉴욕 닉스               | 48승 34패 .585 |
| 1973~1974 | 보스턴 셀틱스           | 56승 26패 .683 |
| 1975~1976 | 보스턴 셀틱스           | 54승 28패 .659 |
| 1977~1978 | 워싱턴 불리츠           | 44승 38패 .537 |
| 1980~1981 | 보스턴 셀틱스           | 62승 20패 .756 |
| 1982~1983 | 필라델피아 세븐티식서스 | 65승 17패 .793 |
| 1983~1984 | 보스턴 셀틱스           | 62승 20패 .756 |
| 1985~1986 | 보스턴 셀틱스           | 67승 15패 .817 |
| 1988~1989 | 디트로이트 피스턴스     | 63승 19패 .768 |
| 1989~1990 | 디트로이트 피스턴스     | 59승 23패 .720 |
| 1990~1991 | 시카고 불스             | 61승 21패 .744 |
| 1991~1992 | 시카고 불스             | 67승 15패 .817 |
| 1992~1993 | 시카고 불스             | 57승 25패 .695 |
| 1995~1996 | 시카고 불스             | 72승 10패 .878 |
| 1996~1997 | 시카고 불스             | 69승 13패 .841 |
| 1997~1998 | 시카고 불스             | 62승 20패 .756 |
| 2003~2004 | 디트로이트 피스턴스     | 54승 28패 .659 |
| 2005~2006 | 마이애미 히트           | 52승 30패 .634 |
| 2007~2008 | 보스턴 셀틱스           | 66승 16패 .805 |
| 2011~2012 | 마이애미 히트           | 46승 20패 .697 |
| 2012~2013 | 마이애미 히트           | 66승 16패 .805 |
| 2015~2016 | 클리블랜드 캐벌리어스   | 57승 25패 .695 |
| 2018~2019 | 토론토 랩터스           | 58승 24패 .707 |
| 2020~2021 | 밀워키 벅스             | 46승 26패 .639 |
| 2023~2024 | 보스턴 셀틱스           | 64승 18패 .780 |

## 역대 콘퍼런스 결과
| 연도 | 우승팀                  | 스코어  | 준우승팀                |
| ---- | ----------------------- | ------- | ----------------------- |
| 1971 | 볼티모어 불리츠         | 4승 3패 | 뉴욕 닉스               |
| 1972 | 뉴욕 닉스               | 4승 1패 | 보스턴 셀틱스           |
| 1973 | 뉴욕 닉스               | 4승 3패 | 보스턴 셀틱스           |
| 1974 | 보스턴 셀틱스           | 4승 1패 | 뉴욕 닉스               |
| 1975 | 워싱턴 불리츠           | 4승 2패 | 보스턴 셀틱스           |
| 1976 | 보스턴 셀틱스           | 4승 2패 | 클리블랜드 캐벌리어스   |
| 1977 | 필라델피아 세븐티식서스 | 4승 2패 | 휴스턴 로키츠           |
| 1978 | 워싱턴 불리츠           | 4승 2패 | 필라델피아 세븐티식서스 |
| 1979 | 워싱턴 불리츠           | 4승 3패 | 샌안토니오 스퍼스       |
| 1980 | 필라델피아 세븐티식서스 | 4승 1패 | 보스턴 셀틱스           |
| 1981 | 보스턴 셀틱스           | 4승 3패 | 필라델피아 세븐티식서스 |
| 1982 | 필라델피아 세븐티식서스 | 4승 3패 | 보스턴 셀틱스           |
| 1983 | 필라델피아 세븐티식서스 | 4승 1패 | 밀워키 벅스             |
| 1984 | 보스턴 셀틱스           | 4승 1패 | 밀워키 벅스             |
| 1985 | 보스턴 셀틱스           | 4승 1패 | 필라델피아 세븐티식서스 |
| 1986 | 보스턴 셀틱스           | 4승     | 밀워키 벅스             |
| 1987 | 보스턴 셀틱스           | 4승 3패 | 디트로이트 피스턴스     |
| 1988 | 디트로이트 피스턴스     | 4승 2패 | 보스턴 셀틱스           |
| 1989 | 디트로이트 피스턴스     | 4승 2패 | 시카고 불스             |
| 1990 | 디트로이트 피스턴스     | 4승 3패 | 시카고 불스             |
| 1991 | 시카고 불스             | 4승     | 디트로이트 피스턴스     |
| 1992 | 시카고 불스             | 4승 2패 | 클리블랜드 캐벌리어스   |
| 1993 | 시카고 불스             | 4승 2패 | 뉴욕 닉스               |
| 1994 | 뉴욕 닉스               | 4승 3패 | 인디애나 페이서스       |
| 1995 | 올랜도 매직             | 4승 3패 | 인디애나 페이서스       |
| 1996 | 시카고 불스             | 4승     | 올랜도 매직             |
| 1997 | 시카고 불스             | 4승 1패 | 마이애미 히트           |
| 1998 | 시카고 불스             | 4승 3패 | 인디애나 페이서스       |
| 1999 | 뉴욕 닉스               | 4승 2패 | 인디애나 페이서스       |
| 2000 | 인디애나 페이서스       | 4승 2패 | 뉴욕 닉스               |
| 2001 | 필라델피아 세븐티식서스 | 4승 3패 | 밀워키 벅스             |
| 2002 | 뉴저지 네츠             | 4승 3패 | 보스턴 셀틱스           |
| 2003 | 뉴저지 네츠             | 4승     | 디트로이트 피스턴스     |
| 2004 | 디트로이트 피스턴스     | 4승 2패 | 인디애나 페이서스       |
| 2005 | 디트로이트 피스턴스     | 4승 3패 | 마이애미 히트           |
| 2006 | 마이애미 히트           | 4승 2패 | 디트로이트 피스턴스     |
| 2007 | 클리블랜드 캐벌리어스   | 4승 2패 | 디트로이트 피스턴스     |
| 2008 | 보스턴 셀틱스           | 4승 2패 | 디트로이트 피스턴스     |
| 2009 | 올랜도 매직             | 4승 2패 | 클리블랜드 캐벌리어스   |
| 2010 | 보스턴 셀틱스           | 4승 2패 | 올랜도 매직             |
| 2011 | 마이애미 히트           | 4승 1패 | 시카고 불스             |
| 2012 | 마이애미 히트           | 4승 3패 | 보스턴 셀틱스           |
| 2013 | 마이애미 히트           | 4승 3패 | 인디애나 페이서스       |
| 2014 | 마이애미 히트           | 4승 2패 | 인디애나 페이서스       |
| 2015 | 클리블랜드 캐벌리어스   | 4승     | 애틀랜타 호크스         |
| 2016 | 클리블랜드 캐벌리어스   | 4승 2패 | 토론토 랩터스           |
| 2017 | 클리블랜드 캐벌리어스   | 4승 1패 | 보스턴 셀틱스           |
| 2018 | 클리블랜드 캐벌리어스   | 4승 3패 | 보스턴 셀틱스           |
| 2019 | 토론토 랩터스           | 4승 2패 | 밀워키 벅스             |
| 2020 | 마이애미 히트           | 4승 2패 | 보스턴 셀틱스           |
| 2021 | 밀워키 벅스             | 4승 2패 | 애틀랜타 호크스         |
| 2022 | 보스턴 셀틱스           | 4승 3패 | 마이애미 히트           |
| 2023 | 마이애미 히트           | 4승 3패 | 보스턴 셀틱스           |
| 2024 | 보스턴 셀틱스           | 4승     | 인디애나 페이서스       |
| 2025 | 인디애나 페이서스       | 4승 2패 | 뉴욕 닉스               |

## 역대 콘퍼런스 MVP
NBA는 2000~2001 시즌에 처음으로 동부 컨퍼런스 챔피언십 트로피를 수여하기 시작했고, 2021~2022 시즌에 명예의 전당 밥 쿠지의 이름을 따서 이름을 바꾸었다. 또한 2021~2022 시즌에 리그는 명예의 전당 래리 버드의 이름을 딴 동부 컨퍼런스 파이널 최우수 선수에게 래리 버드 트로피를 수여하기 시작했다.
| 시즌      | 수상자        | 소속팀            |
| --------- | ------------- | ----------------- |
| 2021~2022 | 제이슨 테이텀 | 보스턴 셀틱스     |
| 2022~2023 | 지미 버틀러   | 마이애미 히트     |
| 2023~2024 | 제일런 브라운 | 보스턴 셀틱스     |
| 2024~2025 | 파스칼 시아캄 | 인디애나 페이서스 |

### 팀별 수상횟수
| 횟수 | 팀                              |
| ---- | ------------------------------- |
| 2회  | 보스턴 셀틱스                   |
| 1회  | 마이애미 히트 인디애나 페이서스 |

## 역대 팀별 콘퍼런스 파이널 우승한 연도
| 팀                      | 최근 우승한 연도 |
| ----------------------- | ---------------- |
| 애틀랜타 호크스         | 빈칸             |
| 보스턴 셀틱스           | 2024년           |
| 브루클린 네츠           | 빈칸             |
| 버펄로 브레이브스       | 빈칸             |
| 샬럿 호니츠             | 빈칸             |
| 신시내티 로열스         | 빈칸             |
| 시카고 불스             | 1998년           |
| 클리블랜드 캐벌리어스   | 2018년           |
| 디트로이트 피스턴스     | 2005년           |
| 휴스턴 로키츠           | 빈칸             |
| 인디애나 페이서스       | 2025년           |
| 마이애미 히트           | 2023년           |
| 밀워키 벅스             | 2021년           |
| 뉴올리언스 호니츠       | 빈칸             |
| 뉴올리언스 재즈         | 빈칸             |
| 뉴저지 네츠             | 2003년           |
| 뉴욕 닉스               | 1999년           |
| 올랜도 매직             | 2009년           |
| 필라델피아 세븐티식서스 | 2001년           |
| 샌안토니오 스퍼스       | 빈칸             |
| 토론토 랩터스           | 2019년           |
| 워싱턴 위저즈           | 1979년           |

## 콘퍼런스 우승 횟수
| 횟수 | 팀                                                                    |
| ---- | --------------------------------------------------------------------- |
| 11회 | 보스턴 셀틱스                                                         |
| 8회  | 뉴욕 닉스                                                             |
| 7회  | 마이애미 히트                                                         |
| 6회  | 시카고 불스                                                           |
| 5회  | 디트로이트 피스턴스 · 클리블랜드 캐벌리어스 · 필라델피아 세븐티식서스 |
| 4회  | 뉴욕 닉스                                                             |
| 3회  | 볼티모어 불리츠                                                       |
| 2회  | 올랜도 매직 · 뉴저지 네츠 · 인디애나 페이서스                         |
| 1회  | 워싱턴 캐피털스 · 토론토 랩터스 · 밀워키 벅스                         |